# Star Wars Rebels-afsnit
Star Wars Rebels er en amerikansk 3D CGI- animeret tv-serie produceret af Lucasfilm og Lucasfilm Animation. Rebels begynder fjorten år efter Sith-fyrsternes hævn og fem år før Et nyt håb, finder sted i en tidsperiode, hvor det galaktiske imperium er ved at sikre sit styre over galaksen. De kejserlige inkvisitorer jager de sidste Jedi-riddere til døde, mens et oprør mod imperiet er ved at udvikle sig.

## Serieoversigt
| Sæson | Sæson    | Afsnit | Oprindelig sendt | Oprindelig sendt  |
| Sæson | Sæson    | Afsnit | Start            | Slut              |
| ----- | -------- | ------ | ---------------- | ----------------- |
|       | Kortfilm | 4      | 11. august 2014  | 1. september 2014 |
|       | 1        | 15     | 10. august 2014  | 2. marts 2015     |
|       | 2        | 22     | 20. juni 2015    | 30. marts 2016    |
|       | 3        | 22     | 24. marts 2016   | 25. marts 2017    |
|       | 4        | 16     | 16. oktober 2017 | 5. marts 2018     |

## Afsnit

### Kortfilm (2014)
| Nr.               | Titel                                             | Instruktør   | Forfatter                    | Oprindelig sendedato | Produktionskode |
| ----------------- | ------------------------------------------------- | ------------ | ---------------------------- | -------------------- | --------------- |
| 1                 | "The Machine in the Ghost" "Spøgelset i maskinen" | Dave Filoni  | Greg Weisman                 | 11. august 2014      |                 |
| Kort handling her |                                                   |              |                              |                      |                 |
| 2                 | "Art Attack" "Kunstangreb"                        | Justin Ridge | Greg Weisman                 | 18. august 2014      |                 |
| Kort handling her |                                                   |              |                              |                      |                 |
| 3                 | "Entanglement" "Sammenvikling"                    | Dave Filoni  | Henry Gilroy & Simon Kinberg | 25. august 2014      |                 |
| Kort handling her |                                                   |              |                              |                      |                 |
| 4                 | "Property of Ezra Bridger" "Ezras ejendom"        | Dave Filoni  | Simon Kinberg                | 1. september 2014    |                 |
| Kort handling her |                                                   |              |                              |                      |                 |

### Sæson 1 (2014–2015)
| Nr. i serie | Nr. i sæson | Titel                                                  | Instruktør                              | Forfatter                     | Oprindelig sendedato | Produktionskode |
| ----------- | ----------- | ------------------------------------------------------ | --------------------------------------- | ----------------------------- | -------------------- | --------------- |
| 1 2         | 1 2         | "Spark of Rebellion" "Et ulmende opgør"                | Steward Lee & Steven G. Lee Steward Lee | Simon Kinberg                 | 3. oktober 2014      | 101 102         |
| 3           | 3           | "Droids in Distress" "Droider i nød"                   | Steward Lee                             | Greg Weisman                  | 13. oktober 2014     | 103             |
| 4           | 4           | "Fighter Flight" "Fighter-flugt"                       | Steven G. Lee                           | Kevin Hopps                   | October 20, 2014     | 103             |
| 5           | 5           | "Rise of the Old Masters" "De gamle Mestre genopstår"  | Steward Lee                             | Henry Gilroy                  | 27. oktober 2014     | 103             |
| 6           | 6           | "Breaking Ranks" "Udbryderne"                          | Steven G. Lee                           | Greg Weisman                  | 3. november 2014     | 103             |
| 7           | 7           | "Out of Darkness" "Ud af mørket"                       | Steward Lee                             | Kevin Hopps                   | 10. november 2014    | 103             |
| 8           | 8           | "Empire Day" "Imperiedag"                              | Steven G. Lee                           | Henry Gilroy                  | 17. november 2014    | 103             |
| 9           | 9           | "Gathering Forces" "En samlet indsats"                 | Steward Lee                             | Greg Weisman                  | 24. november 2014    | 103             |
| 10          | 10          | "Path of the Jedi" "En Jedi-ridders vej"               | Dave Filoni                             | Charles Murray                | 5. januar 2015       | 103             |
| 11          | 11          | "Idiot's Array" "Idiotens hånd"                        | Steward Lee                             | Kevin Hopps                   | 19. januar 2015      | 103             |
| 12          | 12          | "Vision of Hope" "Håb for fremtiden"                   | Steven G. Lee                           | Henry Gilroy                  | 2. februar 2015      | 103             |
| 13          | 13          | "Call to Action" "Opfordring til kamp"                 | Steward Lee                             | Greg Weisman & Simon Kinberg  | 9. februar 2015      | 113             |
| 14          | 14          | "Rebel Resolve" "En oprørsk handling"                  | Justin Ridge                            | Charles Murray & Henry Gilroy | 23. february, 2015   | 114             |
| 15          | 15          | "Fire Across the Galaxy" "En flammende ild i galaksen" | Dave Filoni                             | Simon Kinberg                 | 2. marts 2015        | 115             |

### Sæson 2 (2015–2016)
| Nr. i serie                                                                           | Nr. i sæson | Titel                                                          | Instruktør                | Forfatter                                     | Oprindelig sendedato | Produktionskode |
| ------------------------------------------------------------------------------------- | ----------- | -------------------------------------------------------------- | ------------------------- | --------------------------------------------- | -------------------- | --------------- |
| 16 17                                                                                 | 1 2         | "The Siege of Lothal" "Belejringen af Lothal"                  | Bosco Ng & Brad Rau       | Henry Gilroy                                  | 20. juni 2015        | 201 202         |
| 18                                                                                    | 3           | "The Lost Commanders" "De forsvundne kommandører"              | Dave Filoni & Sergio Paez | Matt Michnovetz                               | 14. oktober 2015     | 203             |
| 19                                                                                    | 4           | "Relics of the Old Republic" "Levn fra den gamle Republik"     | Bosco Ng                  | Steven Melching                               | 21. oktober , 2015   | 204             |
| 20                                                                                    | 5           | "Always Two There Are" "Altid to der er"                       | Brad Rau                  | Kevin Hopps                                   | 28. oktober , 2015   | 205             |
| 21                                                                                    | 6           | "Brothers of the Broken Horn"                                  | Saul Ruiz                 | Bill Wolkoff                                  | 4. november 2015     | 206             |
| 22                                                                                    | 7           | "Wings of the Master"                                          | Dave Filoni & Sergio Paez | Steven Melching                               | 11. november 2015    | 207             |
| 23                                                                                    | 8           | "Blood Sisters"                                                | Bosco Ng                  | Kevin Hopps                                   | 18. november 2015    | 208             |
| 24                                                                                    | 9           | "Stealth Strike"                                               | Brad Rau                  | Matt Michnovetz                               | 25. november 2015    | 209             |
| 25                                                                                    | 10          | "The Future of the Force" "Kraftens fremtid"                   | Saul Ruiz                 | Bill Wolkoff                                  | 2. december 2015     | 210             |
| 26                                                                                    | 11          | "Legacy" "Arven"                                               | Mel Zwyer                 | Henry Gilroy                                  | 9. december 2015     | 211             |
| Dette er det sidste afsnit som blev sendt før Star Wars: The Force Awakens' udgivelse |             |                                                                |                           |                                               |                      |                 |
| 37                                                                                    | 12          | "A Princess on Lothal" "En prinsesse på Lothal"                | Bosco Ng                  | Steven Melching                               | 20. januar 2017      | 212             |
| 28                                                                                    | 13          | "The Protector of Concord Dawn" "Beskytteren fra Concord Dawn" | Brad Rau                  | Henry Gilroy & Kevin Hopps                    | 3. februar 2016      | 213             |
| 29                                                                                    | 14          | "Legends of the Lasat" "Legenden om Lasatterne"                | Saul Ruiz                 | Matt Michnovetz                               | 3. februar 2016      | 214             |
| 30                                                                                    | 15          | "The Call" "Kaldet"                                            | Mel Zwyer                 | Bill Wolkoff                                  | 10. februar 2016     | 216             |
| 31                                                                                    | 16          | "Homecoming" "Hjemkomsten"                                     | Bosco Ng                  | Steven Melching                               | 17. februar 2016     | 2               |
| 32                                                                                    | 17          | "The Honorable Ones" "De hæderlige"                            | Brad Rau                  | Kevin Hopps                                   | 24. februar 2016     | 217             |
| 33                                                                                    | 18          | "Shroud of Darkness" "Et slør af mørke"                        | Saul Ruiz                 | Henry Gilroy                                  | 2. marts 2016        | 218             |
| 34                                                                                    | 19          | "The Forgotten Droid" "Den glemte droide"                      | Mel Zwyer                 | Matt Michnovetz                               | 16. marts 2016       | 219             |
| 35                                                                                    | 20          | "The Mystery of Chopper Base" "Mysteriet om Choppers base"     | Bosco Ng                  | Steven Melching                               | 23. marts 2016       | 220             |
| 36 37                                                                                 | 21 22       | "Lærlingens ragnarok"                                          | Dave Filoni               | Dave Filoni & Simon Kinberg & Steven Melching | 30. marts 2016       | 221 222         |

### Sæson 3 (2016–2017)
| Nr. i serie | Nr. i sæson | Titel                                                  | Instruktør            | Forfatter                                       | Oprindelig sendedato | Produktionskode |
| ----------- | ----------- | ------------------------------------------------------ | --------------------- | ----------------------------------------------- | -------------------- | --------------- |
| 38 39       | 1 2         | "Steps into Shadows" "På vej ind i mørket"             | Bosco Ng og Mel Zwyer | Steven Melching & Matt Michnovetz               | 24. september 2016   | 301 302         |
| 40          | 3           | "The Holocrons of Fate" "Skæbnens holokroner"          | Steward Lee           | Henry gilroy                                    | 1. oktober 2016      | 303             |
| 41          | 4           | "The Antilles Extraction" "Antilles-udvindingen"       | Saul Ruiz             | Gary Whitta                                     | 8. oktober 2016      | 304             |
| 42          | 5           | "Hera's Heroes" "Heras helte"                          | Mel Zwyer             | Nicole Dubuc                                    | 15. oktober 10½5     | 30              |
| 43          | 6           | "The Last Battle" "Det sidste slag"                    | Bosco Ng              | Brent Friedman                                  | 22. oktober 2016     | 306             |
| 44          | 7           | "Imperial Supercommandos" "Kejserlige superkommandoer" | Steward Lee           | Christopher Yost                                | 5. november 2016     | 307             |
| 45          | 8           | "Iron Squadron" "Iron-eskadrillen"                     | Saul Ruiz             | Matt Michnovetz                                 | 19. November 2016    | 308             |
| 46          | 9           | "The Wynkahthu Job" "Wynkathu-missionen"               | Mel Zwyer             | Gary Whitta                                     | 26. november 2016    | 309             |
| 47          | 10          | "An Inside Man" "En ven bag fjendens linjer"           | Steward Lee           | Nicole Dubuc                                    | 3. december 10½6     | 311             |
| 48          | 11          | "Visions and Voices" "Syn og stemmer"                  | Bosco Ng              | Brent Friedman                                  | 10. december 2016    | 30              |
| 49 50       | 12 13       | "Ghosts of Geonosis" "Geonosis genfærd"                | Saul Ruiz Mel Zwyer   | Dave Filoni & Steven Melching & Matt Michnovetz | 7.- januar 2017      | 312 313         |
| 51          | 14          | "Warhead" "Sprængladning"                              | Bosco Ng              | Gary Whitta                                     | 14. januar 2017      | 314             |
| 52          | 15          | "Trials of the Darksaber" "Mørkesværdets prøvelser"    | Steward Lee           | Dave Filoni                                     | 21. januar 2017      | 315             |
| 53          | 16          | "Legacy of Mandalore" "Mandalores arv"                 | Mel Zwyer             | Christopher Yost                                | 18. februar 2017     | 317             |
| 54          | 17          | "Through Imperial Eyes" "Med Imperiets øjne"           | Saul Ruiz             | Nicole Dubuc & Henry Gilroy                     | 25. februar 2017     | 316             |
| 55          | 18          | "Secret Cargo" "En hemmelig last"                      | Bosco Ng              | Matt Michnovetz                                 | 4. marts 2017        | 318             |
| 56          | 19          | "Double Agent Droid" "Dobbeltagent-droide"             | Steward Lee           | Brent Friedman                                  | 11. marts 2017       | 319             |
| 57          | 20          | "Twin Suns" "To sole"                                  | Dave Filoni           | Dave Filoni & Henry Gilroy                      | 18. marts 2018       | 320             |
| 58 59       | 21 22       | "Zero Hour" "Det store slag"                           |                       | Steven Melching Henry Gilroy & Matt Michnovetz  |                      | 321 322         |

### Sæson 4 (2014–2018)
| Nr. i serie | Nr. i sæson | Titel                                   | Instruktør                          | Forfatter                                                             | Oprindelig sendedato | Produktionskode |
| ----------- | ----------- | --------------------------------------- | ----------------------------------- | --------------------------------------------------------------------- | -------------------- | --------------- |
| 60 61       | 1 2         | "Heroes of Mandalore" "Dansk titel her" | Steward Lee Saul Ruiz               | Henry Gilroy & Steven Melching Christopher Yost                       | 16. oktober 2017     | 401 402         |
| 62 63       | 3 4         | "In the Name of the Rebellion"          | Sergio Paez Bosco Ng                | Gary Whitta Matt Michnovetz                                           | 5. marts 2018        | 403 404         |
| 64          | 5           | "The Occupation"                        | Steward Lee                         | Christopher Yost                                                      | 30. oktober 2017     | 405             |
| 65          | 6           | "Flight of the Defender"                | Saul Ruiz                           | Dave Filoni & Steven Melching                                         | 30. oktober 2017     | 406             |
| 66          | 7           | "Kindred"                               | Sergio Paez                         | Dave Filoni & Henry Gilroy                                            | 6. november 2017     | 407             |
| 67          | 8           | "Crawler Commandeers"                   | Bosco Ng                            | Matt Michnovetz                                                       | 6. november 2017     | 408             |
| 68          | 9           | "Rebel Assault"                         | Steward Lee                         | Dave Filoni & Steven Melching                                         | 13. november 2017    | 409             |
| 69          | 10          | "Jedi Night"                            | Saul Ruiz                           | Dave Filoni & Henry Gilroy                                            | 19, februar 2018     | 410             |
| 70          | 11          | "DUME"                                  | Sergio Paez                         | Dave Filoni & Christopher Yost                                        | 19. februar 2018     | 411             |
| 71          | 12          | "Wolves and a Door"                     | Dave Filoni & Bosco Ng              | Dave Filoni                                                           |                      | 412             |
| 72          | 13          | "A World Between Worlds"                | Dave Filoni & Steward Lee           | Dave Filoni                                                           | 26. februar 2018     | 413             |
| 73          | 14          | "A Fool's Hope"                         | Dave Filoni & Saul Ruiz             | Henry Gilroy & Steven Melching                                        | 5. marts 2018        | 414             |
| 74 75       | 15 16       | "Family Reunion – and Farewell"         | Dave Filoni, Bosco Ng & Sergio Paez | Dave Filoni, Henry Gilroy, Kiri Hart, Simon Kinberg & Steven Melching | 5. marts 2018        | 415 416         |